# Virtual Lab
Virtual Lab (バーチャルＬＡＢ) est un jeu vidéo de puzzle sorti en 1995 sur Virtual Boy. Le jeu a été développé et édité par J-Wing et n'est sorti qu'au Japon. Le nom de projet du jeu était « Chiki Chiki Lab ».